# Suregada zanzibariensis
Suregada zanzibariensis är en törelväxtart som beskrevs av Henri Ernest Baillon. Suregada zanzibariensis ingår i släktet Suregada och familjen törelväxter. Inga underarter finns listade i Catalogue of Life.